# 有希俊彦
有希 俊彦（ゆうき としひこ、1953年2月19日 - ）は、日本の元俳優。
群馬県前橋市出身。身長184cm。かつてスペースクラフトに所属していた。

## 経歴・人物
群馬県立前橋工業高等学校から群馬大学工学部電気工学科卒業（1979年3月卒業）。
中学生時代は天文学に凝っていたことがあった。
大学浪人中の19歳の時にモデルとしてスカウトされる。1974年から1977年まで、日産・スカイライン『ケンとメリー』のCMで二代目のケンで出演する。
その後1978年4月から1979年3月までTBSの平日午前11時から放送されていた生活情報番組『11時にあいましょう』でカバー・ボーイ（アシスタント）としてレギュラー出演した。
1979年、『Gメン'75』に村井達哉刑事役で第205話「新Gメン対ニセ白バイ警官」（5月5日）から第226話「電話魔」（9月29日）まで出演した。これが俳優として初めての仕事だった。また、この時期に「刑事ドラマの殉職が大流行」という記事で有希が演じる村井刑事にも殉職案が出たことが紹介されていたが「流行になっている中でまたかと思われるのがイヤで、やめた」（Gメンのプロデューサーの樋口祐三・談）ということでこの案は立ち消えになったという。
その後、芸名を倉越 一郎（くらこし いちろう）に改名し、映画『幸福号出帆』に準主役として出演するも、その後芸能界を引退した。
好きな俳優にアル・パチーノ、ダスティン・ホフマン、ロバート・デ・ニーロを挙げていたことがある。

## 出演

### テレビドラマ
- Gメン'75　第205話「新Gメン対ニセ白バイ警官」− 第226話「電話魔」（1979年5月5日 − 9月29日）− 村井達哉刑事 役

### 映画
- 幸福号出帆（1980年） - 敏夫 役

### 生活情報番組
- 11時にあいましょう−カバーボーイ（アシスタント）（1978年4月−1979年3月）

### CM
- 日産・スカイライン『ケンとメリー』−二代目のケン（1974年−1977年）